# Де Бартоломе, Чарльз
Адмирал сэр Чарльз Мартин де Бартоломе́ (англ. Admiral Sir Charles Martin de Bartolomé); 26 ноября 1871 — 27 мая 1941 — офицер британского Королевского флота, занимавший должность Третьего морского лорда и Контролёра флота в период с 1918 по 1919 годы.
Родился 26 ноября 1871 года в семье врача из Кастилии, в 1885 году поступил на службу в Королевском флоте. 1 февраля 1900 года назначен в штаб артиллерийской школы HMS Excellent в звании лейтенанта. 31 декабря 1902 года произведён в коммандеры, в январе 1903 года назначен на броненосный крейсер «Дрейк»; служил во Флоте Канала.
В 1905 году получил звание кэптена, в 1908 году назначен командиром линейного корабля «Дредноут».
С 1912 года занимал должность помощника Первого морского лорда по военно-морским делам (англ. Naval Assistant), с 1914 — начальника секретариата (англ. Naval Secretary).
В 1918 году вступил в должность Третьего морского лорда и Контролёра флота, в том же году стал адъютантом короля Георга V; вышел в отставку в 1919 году, позднее стал начальником отдела развития при Министерстве транспорта.

## Семья
В 1918 году Бартоломе взял в жёны Глэдис Констанс Уилсон.